# Ulosa angulosa
Ulosa angulosa är en svampdjursart som först beskrevs av Jean-Baptiste Lamarck 1814.  Ulosa angulosa ingår i släktet Ulosa och familjen Esperiopsidae.
Artens utbredningsområde är Sydaustralien. Inga underarter finns listade i Catalogue of Life.